# 少女☆歌劇 Revue Starlight
《少女☆歌劇 Revue Starlight》（日语：少女☆歌劇 レヴュースタァライト）是由武士道和Nelke Planning共同策劃的跨媒體製作企劃，簡稱Starlight。

## 概要
本跨媒體計劃於2017年4月30日發表，宣傳口號為「音樂劇和動畫互相聯動並以此展開的新型娛樂媒體」。据本計劃發起人木谷高明的説法，本作是以音樂劇為原作，并采用音樂劇的主要角色擔任動畫版的聲優，與以漫畫、動畫或遊戲為原作而采用與原作出演者不同的舞臺演員的2.5次元音樂劇不同。主要的9名成員（Starlight九九組）在計劃開始時，全員都有豐富的舞臺經驗，但是也有數名成員沒有聲優相關的經歷。
整個跨媒體計劃最先開展的活動是音樂劇，於2017年9月首次公演，並於2018年漫畫化，同年7月播出電視動畫。同年10月發行手機遊戲《少女☆歌劇 Revue Starlight -Re LIVE-》。
此外，主要的九名成員以「Starlight九九組」組合的形式進行音樂活動。

## 劇情概要
在国内有名的演藝学校聖翔音樂学園中，有著學生們每個學年都要在恆例的「聖翔祭」表演某齣戲劇，並用三年時間來精進的傳統。
2017年度入学的99期生的戲劇題目為《Starlight》（原題：THE STARLIGHT GATHERER）。
於是在2018年春，要開始為第二次聖翔祭而準備的99期生突然有轉學生加入。她叫做神樂光，是主角愛城華恋的兒時玩伴，時隔12年之久從英國歸來的她的出場，激起了華恋等人心中不少的波瀾。
就在這時，華恋對傍晚偷偷溜出宿舍的神樂光感到疑惑而追了上去，因此來到了聖翔音樂学園。在那看到的是從未見過的電梯。
電梯的目的地是神秘的「地下劇場」。在那裏被選中的舞台少女們懷著各自的覺悟參加選拔，進行了一場場激烈的戰鬥。

## 角色

### 聖翔音乐学园
愛城華戀（聲、演：小山百代）
聖翔音乐学园第99期演员育成科学生，学号1号。生日9月27日。對早起有困難，總是需要室友真晝的幫忙。在光轉入聖翔後，向「成為Star」的夢想努力，讓自己可以準時起床，對於課業和練習更加進取。对小时候觀賞的「Starlight」深感着迷，從而走向舞台之道的舞台少女。无论何时都很有精神、声音洪亮，也有些冒失。與兒時交換了「命運」的小光一同參加了Revue選拔。
光轉入聖翔前，在Revue中總是最後一名；光轉入之後，被排除在外。但是在偶然看到光和純那的對戰，跳入了舞台並參加Revue，從那之後的對戰都使華戀加速成長。
使用武器為一把佩劍，名為「Possibility of Puberty」。
神樂光（聲、演：三森鈴子）
聖翔音乐学园第99期演员育成科学生，学号29号。生日1月8日。华恋的儿时好友，故事開始前在英国的演剧学校留学，天生的舞台少女。和當年一起觀賞「Starlight」的華戀交換了「命運」。待人冷淡，十分反對華戀參加Revue選拔。
過去曾參加英國的Revue選拔並落選，由此得知於選拔敗北的后果。后受长颈鹿所邀再次参加日本的Revue選拔，为了保住华恋與其他人的光芒，奪冠後自愿承擔命運的舞台所需耗費的閃耀，最终被打破悲劇的華戀所救。
使用武器為一把附帶繩索的匕首，原名「Caliculus Bright」，在第8話經歷閃耀的再生產後更名為「Blossom Bright」。
天堂真矢（聲、演：富田麻帆）
聖翔音乐学园第99期演员育成科学生，学号18号。生日7月24日。知名舞台演员与当红歌星的女儿，演剧界的名门出身。拥有完美的身材与高昂的嗓音，虽天赋异禀仍積極进取、精益求精的孤高的舞台少女。有「This is 〇〇」的口頭禪。
使用武器為一把護手刺劍，名為「Odette the Mavericks」。
星見純那（聲、演：佐藤日向）
聖翔音乐学园第99期演员育成科学生，学号25号。生日10月1日。学年第一的才女，担任班長的优等生，熟知莎士比亞等作家的名言。判断力、分析力优秀，卻也因此容易鑽牛角尖。不顧父母的反對投身舞台，卻因自己与真矢等人在天分上的差距而感到烦恼的舞台少女。動畫中，因為華戀的亂入而敗北。再戰後相互了解，開始以名字互稱。
使用武器為一支西洋弓，名為「翡翠弓」。
露崎真晝（聲、演：岩田陽葵）
聖翔音乐学园第99期演员育成科学生，学号17号。生日5月4日。雖在舞台上能活泼地歌唱起舞，平時卻老实又畏縮的舞台少女。华恋的室友，一直憧憬着她的开朗积极，隨著华恋的儿时好友小光归来，令其感到情感的困惑与复杂。老家在北海道經營自家农场，是当地唯一考入学园的“故乡之星”。
多次受到華戀的鼓勵與幫助而十分憧憬华恋，將華戀視作自己的閃耀，並對華戀抱有友情以上的感情。小光归来後打破原来的关系逐漸心生嫉妒。最终在Revue中被华恋点明不能忘記自己的光芒，接納了小光並如姐姐般照料两人的生活起居。
使用武器為一支錘矛，名為「Love judgement」。
大場奈奈（聲、演：小泉萌香）
聖翔音乐学园第99期演员育成科学生，学号15号。生日7月12日。溫柔地包容每個人，在第99期同儕之間猶如「媽媽」般的存在。暱稱「BANANA」。不論歌舞還是演出都相當出众，如今仍十分喜愛一年级時大家一起出演的「Starlight」。總是关心努力过度的纯那。
動畫中，不只演技精湛，對於幕後的工作也感興趣。在99期演出了「Starlight」後，在100期「Starlight」中參與腳本的製作。
因執著於一年級時的「Starlight」，十分抗拒華戀與小光重逢後帶來的改變。第7話揭露她在無數次贏得Revue后冠後輪迴，只為重現當時無法觸及的耀眼與感動。不断轮回重复之下越發迷茫，在長頸鹿的誘導下觸發小光的归来，刺激了华恋的成長。畏懼改變的同時被嶄新的大家所吸引；最终在純那的陪伴下解開心結并全力投身于第100期的「Starlight」制作。
使用武器為兩把一大一小的日本刀，名為「輪舞」。
西條克洛迪娜（聲、演：相羽亞衣奈）
聖翔音乐学园第99期演员育成科学生，学号11号。生日8月1日。日法混血兒，擁有豐富的才能，過去曾為童星、登台無數的舞台少女。好胜，入學後初次認知到真矢這個散發強烈光芒的存在，而後將她視作對手與追趕的目標。
使用武器為一把長劍，名為「Étincelle de Fierté」。
石動雙葉（聲、演：生田輝）
聖翔音乐学园第99期演员育成科学生，学号2号。生日4月17日。香子的青梅竹馬，為了照顧香子而陪同入學的異端舞台少女。刀子口豆腐心，抱怨之餘仍將香子視為最優先。個子小、體能佳，擅長實戰訓練（？）的武打場面。有一辆自用的摩托。
起初以最後一名的成績考入聖翔，原先只將自己視作配角，入學後逐漸感受到舞台的魅力，從而對「Top Star」心生嚮往，憑藉努力爭取到「Starlight」的出演席位。
母親為千華流的出師弟子。兒時曾和香子約定自己會對她予以支持，香子則答應雙葉要讓她最先看到自己在這世上最閃耀的模樣。
使用武器為一把斧槍，名為「Determinater」。
花柳香子（聲、演：伊藤彩沙）
聖翔音乐学园第99期演员育成科学生，学号22号。生日3月3日。日本舞名人的孫女，拥有卓越的歌谣及舞蹈才能的和风舞台少女。地道的大小姐，花茶書畫樣樣皆通，生活起居幾乎全靠雙葉打理；總是笑臉迎人，城府其實比誰都深。操著一口漂亮的京都口音。
實力堅強，卻一度因怠惰而與雙葉鬧不和；經真矢點醒才回想起初心並意識到雙葉的陪伴所承載的意義。後與雙葉重新約定兩人要一起成為世界第一。
使用武器為一把薙刀，名為「水仙花」。

#### 舞台剧登场人物
走驼纱羽（演：椎名碧流）
圣翔音乐学园年级主任。她在华恋和光小时候看的舞台剧「Starlight」中饰演克莱尔，现在已经离开了舞台。在舞台剧中，她是圣翔音乐学园Revue的舞台监督。
乌丸丽罗（演：真田怜臣）
聖翔音樂學園第99期舞台創造科（2-B）班導師。
绵里鹤子（演：小林凤花）
聖翔音樂學園第99期演員育成科（2-A）班導師。

#### 动画登场人物
櫻木麗（聲：名塚佳織）
聖翔音樂學園第99期演員育成科（2-A）班導師。
真井霧子（聲：篠宮明日香）
聖翔音樂學園第99期舞台創造科（2-B）班學生，負責監製。
雨宮詩音（聲：廣瀨沙耶）
聖翔音樂學園第99期舞台創造科（2-B）班學生，負責劇本。

### 青嵐綜合藝術院
八云响子（演：小林由佳）
圣翔音乐学园76期生，走驼纱羽的學妹，现为青岚综合艺术院的教师。在观看了第100回圣翔祭的「Starlight」后，为了在青岚演出「Starlight」，她向圣翔提出了交流计划。
柳小春（演：七木奏音）
被称为青岚综合艺术院的天才，对天堂真矢很感兴趣。
南风凉（演：佃井皆美）
青岚综合艺术院学生。和真昼同一所中学出身，啦啦操部部员。对总是吸引关注的舞棒部的真昼感到憧憬与嫉妒，希望能一起登上舞台。
穗波冰雨（演：門山葉子）
青岚综合艺术院学生。和奈奈同一所中学出身，合唱部部员。被只有一个人的演剧部的大场奈奈邀请入部但拒绝，让大场奈奈独自一人在舞台演出。

### 凜明館女子學校
*將在遊戲停運後停止活動
巴珠緒（聲：楠木燈）
性情溫和、比誰都溫柔，如同大和撫子般的舞台少女。
音無一愛（聲：和氣杏未）
與姓氏「音無」相反，總是吵吵鬧鬧的麻煩製造者。
夢大路文（聲：倉知玲鳳）
栞的姊姊。過去就讀於名門「席格菲特音樂學院」，出於某些原因轉至凜明館女子學校的舞台少女。
秋風壘（聲：紡木吏佐）
國中時期對珠緒的演技一見鍾情，以此為契機踏入舞台世界的舞台少女。
田中悠悠子（聲：佐伯伊織）
最喜歡熬夜和賴床，總是睡眼惺忪的舞台少女。

### 芙羅提亞藝術學校
*將在遊戲停運後停止活動
大月艾露露（聲：潘惠美）
總是笑臉迎人，朝氣蓬勃的舞台少女。
美空（聲：竹達彩奈）
艾露露的青梅竹馬兼理解者（？），在雙親經營劇團的環境下成長，自幼便與舞台緊緊相連的舞台少女。
野野宮菈樂菲（聲：富田美憂）
天真爛漫的小動物系舞台少女。
惠比壽司（聲：加藤英美里）
看上去很輕浮，然而舞台實力足以與校內頂尖的靜羽比肩，珍惜夥伴的心意比誰都強烈的舞台少女。
胡蝶靜羽（聲：佐佐木未來）
為人細心，臉上不乏穩重的笑容，猶如理想的姐姐的舞台少女。

### 席格菲特音樂學院
雪代晶（聲：野本螢）
在名門席格菲特音樂學院被稱為史上第一天才的舞台少女。
鳳未知留（聲：尾崎由香）
總是在一旁輔佐著晶，如同她搭檔般的舞台少女。
柳美帆（聲：竹內夢）
來自中國的留學生，自童星時代起便在故鄉廣為人知的舞台少女。
夢大路栞（聲：遠野光）
文的妹妹。過去身體十分孱弱，長期無法進行練習，但隨身體的成長逐漸克服，終能展露頭角的舞台少女。
鶴姬八千代（聲：工藤晴香）
不太表露真心，令人捉摸不透的舞台少女。

### 其他
長頸鹿（聲：津田健次郎）
一頭會說話的神祕長頸鹿，Revue選拔的主持者，為了目睹無人能預測的命運的舞台而舉辦選拔，具有使獲勝者能選擇自己想要的舞台的能力。

## 音樂劇
2017年4月伴隨著跨媒體計劃的發表，也公佈了音樂劇的詳情，並於同年9月上演。主要的9名演員也出演電視動畫版的同一個角色。本作由第1部的音樂劇和第2部的演唱會環節組成。2018年以音樂劇為原作的四格漫畫開始連載。

### 演出列表
|          | 公演日                 | 標題                                                        | 会場                                         |
| -------- | ---------------------- | ----------------------------------------------------------- | -------------------------------------------- |
| #1       | 2017年9月22 - 24日     | 少女☆歌劇 レヴュースタァライト -The LIVE- #1                | AiiA2.5シアターTokyo（東京都）               |
| #1再演   | 2018年1月6 - 8日       | 少女☆歌劇 レヴュースタァライト -The LIVE- #1 revival        | AiiA2.5シアターTokyo（東京都）               |
| #2       | 2018年10月13 - 21日    | 少女☆歌劇 レヴュースタァライト -The LIVE- #2 Transition     | 天王洲 銀河劇場（東京都）                    |
| #2再演   | 2019年7月12 - 15日     | 少女☆歌劇 レヴュースタァライト -The LIVE- #2 revival        | 舞浜アンフィシアター（千葉縣）               |
| online   | 2020年7月12日          | 少女☆歌劇 レヴュースタァライト -The LIVE ONLINE-            | online直播                                   |
| 青嵐     | 2020年12月21 - 27日    | 少女☆歌劇 レヴュースタァライト -The LIVE 青嵐- BLUE GLITTER | 天王洲 銀河劇場（東京都）                    |
| #3       | 2021年7月27日 - 8月1日 | 少女☆歌劇 レヴュースタァライト -The LIVE- #3 Growth         | 品川プリンスホテル、ステラボール]]（東京都） |
| スタリラ | 2022年2月18日 - 27日   | 少女☆歌劇 レヴュースタァライト -The LIVE エーデル- Delight  | 天王洲 銀河劇場（東京都）                    |
| 中等部   | 2022年10月14日 - 24日  | 少女☆歌劇 レヴュースタァライト -The STAGE 中等部- Regalia   | 飛行船シアター（東京都）                     |
| #4       | 2023年2月25日 - 28日   | 少女☆歌劇 レヴュースタァライト -The LIVE- #4 Climax         | 東京建物 Brillia HALL（東京都）              |

### 製作人員（音樂劇）
-The LIVE-
- 演出 - 児玉明子[9]
- 脚本 - 三浦香[9]
- 主辦 - 「少女☆歌劇 レヴュースタァライト -The LIVE-」計劃

-The STAGE 中等部-
- 演出 - 市村啓二
- 脚本 - 江嵜大兄
- 主辦 - 武士道音樂

### CD（音樂劇）
舞台單曲。其他單曲請參照Starlight九九組。
| #        | 發售日         | 標題                             | 規格       | 最高位 | 備注                         |
| -------- | -------------- | -------------------------------- | ---------- | ------ | ---------------------------- |
| #1       | 2018年10月10日 | 99 ILLUSION!                     | BRMM-10151 | 12位   |                              |
| #2       | 2019年4月17日  |                                  | BRMM-10186 | 7位    | 以4種版本的形式發售          |
| #2       | 2019年4月17日  | BRMM-10187                       |            | 7位    | 以4種版本的形式發售          |
| #2       | 2019年4月17日  | BRMM-10188                       |            | 7位    | 以4種版本的形式發售          |
| #2       | 2019年4月17日  | BRMM-10189                       |            | 7位    | 以4種版本的形式發售          |
| 青嵐     | 2020年12月9日  | BLUE ANTHEM                      | BRMM-10338 | 19位   | The LIVE ONLINE 附贈BD限定版 |
| 青嵐     | 2020年12月9日  | BLUE ANTHEM                      | BRMM-10339 | 19位   | 通常版                       |
| #3       | 2021年7月14日  | サイカイ合図【花ver.】           | BRMM-10415 | 18位   | 以2種版本的形式發售          |
| #3       | 2021年7月14日  | サイカイ合図【星ver.】           | BRMM-10416 | 18位   | 以2種版本的形式發售          |
| スタリラ | 2022年4月20日  | Delight to me！【Delight ver.】  | BRMM-10534 | 22位   | 以2種版本的形式發售          |
| スタリラ | 2022年4月20日  | Delight to me！【エーデル ver.】 | BRMM-10535 | 22位   | 以2種版本的形式發售          |
| 中等部   | 2022年10月12日 |                                  | BRMM-10570 | 39位   | 附贈BD限定版                 |
| 中等部   | 2022年10月12日 | BRMM-10571                       | 通常版     | 39位   |                              |
| #4       | 2023年2月22日  |                                  | BRMM-10600 |        | 附贈BD限定版                 |
| #4       | 2023年2月22日  | BRMM-10601                       | 通常版     |        |                              |

### BD（音樂劇）
単独演唱會的BD請參照Starlight九九組。
| 標題                                                        | 發售日         | 規格       |
| ----------------------------------------------------------- | -------------- | ---------- |
| 少女☆歌劇 レヴュースタァライト -The LIVE- #1 revival        | 2018年6月27日  | BRMM-10109 |
| 少女☆歌劇 レヴュースタァライト -The LIVE- #2 Transition     | 2019年2月27日  | BRMM-10175 |
| 少女☆歌劇 レヴュースタァライト -The LIVE- #2 revival        | 2019年12月18日 | BRMM-10213 |
| 少女☆歌劇 レヴュースタァライト -The LIVE 青嵐- BLUE GLITTER | 2021年7月14日  | BRMM-10396 |
| 少女☆歌劇 レヴュースタァライト -The LIVE- #3 Growth         | 2022年7月13日  | BRMM-10547 |

## 電視動畫・劇場版動畫
2018年7月至9月在TBS及其他電視台播出。在開始放送前週播出了第零話「放送直前特番」特別節目。
劇場版則是於2020年上映總集篇《少女☆歌劇 Revue Starlight Rondo Rondo Rondo》，2021年上映完全新作劇場版《劇場版少女☆歌劇 Revue Starlight 》。

## 手機遊戲
手機遊戲「少女歌劇Revue Starlight -Re LIVE-」（少女☆歌劇 レヴュースタァライト -Re LIVE-）由開發者暨營運商Ateam於2018年發行日本版，隔年（2019年）推出多語言國際版本；2024年9月30日 15:00（中港台時間）起，所有語言版本全面停止營運。惟旗下團體的去留並沒有說明。
除了在音樂劇和動畫中登場的聖翔音樂學園之外，還有新增凜明館女子學校、席格菲特音樂學院、芙羅提亞藝術學校3校，描繪了共4校的舞臺。在舞台#2中登場的青嵐綜合藝術院也於2020年12月9日在遊戲中實裝。

### 関連CD
| 發售日         | 標題                        | 演唱者           | 規格       |
| -------------- | --------------------------- | ---------------- | ---------- |
| 2019年2月27日  | プラチナ・フォルテ          | 席格菲特音樂學院 | PCCG-01760 |
| 2019年5月22日  | 蝶になってみませんか        | 凜明館女子學校   | PCCG-01780 |
| 2019年6月26日  | ショウタイム フロンティア！ | 芙羅提亞藝術學校 | PCCG-01785 |
| 2019年10月16日 | ラ・レヴュー・エターナル    |                  | PCCG-01810 |
| 2022年9月21日  | アルカナ・アルカディア      |                  | PCCG-02184 |

### 短劇動畫
『少女☆寸劇 オールスタァライト』於2019年7月5日至12月27日在手機遊戲内每一集限定3周播出。一周後再在官方YouTube頻道限定公開2周。

#### 製作人員（短劇動畫）
- 原作 - 武士道、Nelke Planning、Kinema Citrus
- 角色原案 - 齊田博之、Ateam
- 原創Revue衣装・武器デザイン - 小出卓史
- 脚本・プレスコ演出 - 堀雅人
- SD角色設計 - 高橋千尋
- 動畫導演・音響監督 - 山元隼一
- 音響効果 - 鋤柄務
- 音響制作 - リマックス
- 編集 - 新居和弘
- 音楽 - PandaBoy、藤澤慶昌、加藤達也
- 音楽製作人 - 野島鉄平、山田公平
- 音楽制作 - ポニーキャニオン、アップドリーム
- 製作人 - 武次茜、片山悠樹、野島鉄平、岩崎篤史、下泉さやか
- 動畫製作人- 小笠原宗紀
- 設定制作・アシスタントプロデューサー - 森山菜月
- アシスタントプロデューサー - 曽部真吾
- 動畫制作 - kinema citrus、IMAGICA Lab.
- 製作 - Revue Starlight製作委員会、Ateam

#### 主題歌（短劇動畫）
片尾曲「舞台少女体操」
作詞 - 中村彼方 / 作曲・編曲 - 石倉誉之、小林克也 / 歌 - Starlight九九組

### 朗讀劇
因於2021年12月舉辦的「スタリライブ配信中 出張版」中的「新訳ロミオ＆ジュリエット」節目大受好評，於是決定舉辦朗讀劇系列。

#### 公演列表（朗讀劇）
每次皆以昼夜2部制的形式演出。
| 公演日        | 標題          | 会場                     | 出演者 |
| ------------- | ------------- | ------------------------ | --- |
| 2022年6月5日  | [ 37 ]        | 飛行船シアター（東京都） | 富田麻帆(天堂真矢 役)、相羽亞衣奈(西條克洛迪娜 役)、倉知玲鳳(夢大路文 役)、紡木吏佐(秋風塁 役)、佐伯伊織(田中悠悠子 役) |
| 2022年12月3日 | [ 38 ] [ 39 ] | 飛行船シアター（東京都） | 小山百代(愛城華恋 役)、富田麻帆(天堂真矢 役)、岩田陽葵(露崎真晝 役)、生田輝(石動双葉 役)                                |
| 2022年12月4日 | [ 38 ] [ 39 ] | 飛行船シアター（東京都） | 小山百代(愛城華恋 役)、佐藤日向(星見純那 役)、生田輝(石動双葉 役)、伊藤彩沙(花柳香子 役)                                |

#### 製作人員（朗讀劇）
- 脚本・演出 - 江嵜大兄
- 主辦 - 武士道音樂

## 主機遊戲
2023年1月9日發表，平臺為Nintendo Switch、Steam，2024年8月8日發售。開發商為Frontwing，脚本為樋口達人。

## Starlight九九組
Starlight九九組是跨媒體作品『少女☆歌劇 Revue Starlight』主要的9名成員組成的組合。

### 音樂作品

#### 單曲
舞台單曲請參照CD（音樂劇）。
| #   | 發售日        | 標題               | 規格       | 最高位 | 備注                           |
| --- | ------------- | ------------------ | ---------- | ------ | ------------------------------ |
| 1st | 2017年9月20日 |                    | PCCG-01633 | 18位   |                                |
| -   | 2017年9月22日 |                    | BRCG-00053 | -      | 会場以及きゃにめ限定           |
| 2nd | 2018年3月7日  |                    | PCCG-01641 | 34位   |                                |
| 3rd | 2018年7月18日 |                    | PCCG-70432 |        | 電視動畫OP                     |
| 4th | 2018年8月1日  | Fly Me to the Star | PCCG-01703 | 27位   | 電視動畫ED                     |
| 5th | 2019年1月9日  | [ 41 ]             | PCCG-70445 | 5位    |                                |
| 6th | 2019年8月7日  | Star Diamond       | PCCG-01787 | 10位   | 附贈オーケストラライブBD豪華版 |
| 6th | 2019年8月7日  | Star Diamond       | PCCG-01788 | 10位   | 通常版                         |
| 7th | 2020年2月19日 | Star Parade        | PCCG-01863 | 6位    |                                |
| 8th | 2021年6月30日 |                    | PCCG-02035 | 13位   | 劇場版主題歌                   |

#### 專輯
| #      | 發售日        | 標題   | 規格       | 最高位 | 備注                                                                                 |
| ------ | ------------- | ------ | ---------- | ------ | ------------------------------------------------------------------------------------ |
| 精選集 | 2021年3月24日 | [ 42 ] | PCCG-01983 | 15位   | 初回限定版(附贈現場奏樂演唱會Starry Session 現場歌曲CD，以及1st演唱會Starry Sky的BD) |
| 精選集 | 2021年3月24日 | [ 42 ] | PCCG-01984 | 15位   | 通常版                                                                               |
| 精選集 | 2021年3月24日 | [ 42 ] | SCCG-00069 | 15位   | きゃにめ盤(附贈現場奏樂演唱會Starry Session 現場歌曲CD，以及1st演唱會Starry Sky的BD) |

### 演唱會

#### 単独演唱會
每次皆以昼夜2部制的形式演出。
|     | 演出日         | 名稱   | 会場                                    | 演出者                                                                                |
| --- | -------------- | ------ | --------------------------------------- | ------------------------------------------------------------------------------------- |
| 1st | 2018年6月23日  | [ 43 ] | 八王子オリンパスホール（東京都）        | Starlight九九組                                                                       |
| 2nd | 2018年12月22日 | [ 44 ] | パシフィコ横浜 国立大ホール（神奈川縣） | Starlight九九組 席格菲特音樂學院（開幕式）                                            |
|     | 2019年3月31日  | [ 45 ] | 中野サンプラザ（東京都）                | Starlight九九組                                                                       |
| 3rd | 2019年11月3日  | [ 46 ] | 横浜アリーナ（神奈川縣）                | Starlight九九組 席格菲特音樂學院（2部） 凜明館女子學校（2部） 芙羅提亞藝術學校（2部） |
|     | 2022年2月6日   | [ 47 ] | 幕張メッセ 幕張イベントホール（千葉縣） | Starlight九九組(除生田外的8人)                                                        |
|     | 2023年1月7日   | [ 48 ] | パシフィコ横浜国立大ホール（神奈川縣）  | Starlight九九組                                                                       |

#### 演唱會BD
| 標題                           | 發售日        | 規格       | 備注       |
| ------------------------------ | ------------- | ---------- | ---------- |
| Blu-ray                        | 2019年4月17日 | PCXP-50639 |            |
| Blu-ray                        | 2020年3月18日 | PCXP-50703 |            |
| オーケストラコンサート Blu-ray | 2022年9月21日 | PCXP-50901 | 初回限定版 |
| オーケストラコンサート Blu-ray | 2022年9月21日 | PCXP-50902 | 通常版     |

## 外部連結
- （页面存档备份，存于）
- （页面存档备份，存于）
- （页面存档备份，存于）
- （页面存档备份，存于）
- 少女☆歌劇 レヴュースタァライト -Re LIVE-(スタリラ)公式サイト （页面存档备份，存于）
- 少女☆歌劇 レヴュースタァライト的X（前Twitter）
- 【スタリラ】少女☆歌劇 レヴュースタァライト -Re LIVE-的X（前Twitter）
- クイナの学級日誌的X（前Twitter）
- YouTube上的スタァライトチャンネル頻道